# Dierama luteoalbidum
Dierama luteoalbidum là một loài thực vật có hoa trong họ Diên vĩ. Loài này được I.Verd. miêu tả khoa học đầu tiên năm 1942.